# Lampetis smaragdina
Lampetis smaragdina es una especie de escarabajo del género Lampetis, familia Buprestidae. Fue descrita científicamente por Obenberger en 1917.